# Storhertigdömet Toscana
Storhertigdömet Toscana (italienska: Granducato di Toscana) var en monarkisk stat, belägen i centrala nuvarande Italien, som ersatte Hertigdömet Florens och existerade från 1569 till 1859.
Storhertigdömet existerade inte mellan 1801 och 1814 då Napoleon Bonaparte ritade om Västeuropas karta.
I december 1859 upphörde storhertigdömet officiellt att existera och bildade tillsammans med hertigdömena Modena och Parma den nya staten Centralitaliens förenade provinser som bara några månader senare, i mars 1860, införlivades med Kungariket Sardinien.

## Historia
Storhertigdömet Toscanas föregångare var det kortlivade Hertigdömet Florens som i sin tur hade bildats ur Republiken Florens år 1532 och som hade införlivat Republiken Siena 1557. Storhertigdömet bestod av samma område som dagens italienska region Toscana med undantag av de nordligaste delarna, vilka utgjorde Hertigdömet Massa, Furstendömet Carrara och republiken och sedermera Hertigdömet Lucca (fram till 1847). Storhertigdömets huvudstad var Florens. Fram till westfaliska freden 1648 var Toscana en stat i Tysk-romerska riket.
Storhertigdömet styrdes från början av adelsfamiljen Medici tills den dog ut 1737, då det ärvdes av hertig Frans Stefan av Lothringen, svärson till kejsar Karl VI. Frans Stefan, som blev tysk-romersk kejsare 1745, regerade Toscana fram till sin död 1765 och efterföljdes då av sin yngre son, Peter Leopold. 1790 återvände denne till Wien för att efterträda sin bror, Josef II, som kejsare. 1786 blev storhertigdömet den första suveräna staten som avskaffade dödsstraffet, efter inspiration från Cesare Beccarias Om brott och straff.

### Franska revolutionskrigen och Napoleonkrigen
Leopold efterträddes som storhertig år 1790 av sin yngre son, Ferdinand III, som under franska revolutionskrigen tvingades avstå tronen två gånger; först år 1799 efter den franska offensiven i Norditalien och sedan enligt freden i Lunéville i februari 1801. Enligt fördraget i Aranjuez 21 mars 1801 kompenserades Ferdinand med att istället bli kurfurste av Salzburg. Enligt fördraget upplöstes Storhertigdömet Toscana och ersattes av Kungariket Etrurien under dynastin Bourbon-Parma, som kompensation för deras förlust av Hertigdömet Parma enligt samma fördrag.
Etrurien annekterades av Franska kejsardömet 1807 och delades då upp i tre departement: Arno, Méditerranée och Ombrone. När Napoleon föll 1814 återinsattes Ferdinand III som storhertig och regerade sedan fram till sin död 1824.

### Italiens enande
Ferdinands son, Leopold II av Toscana styrde sedan till i april 1859 då han tvingades bort av en revolution efter att Österrike förlorat mot Frankrike och Kungariket Sardinien i andra italienska frihetskriget.
I juli 1859 abdikerade Leopold från sin exil i Wien till förmån för sin son, Ferdinand IV, som dock aldrig kom att regera. Toscana var sedan under sardinskt inflytande och den 16 augusti 1859 avsattes Ferdinand formellt av den regering som de facto styrde. I december 1859 upphörde storhertigdömet officiellt att existera och bildade tillsammans med hertigdömena Modena och Parma den nya staten Centralitaliens förenade provinser som bara några månader senare, i mars 1860, införlivades med Kungariket Sardinien.